# Kanton La Haye-Pesnel
Kanton La Haye-Pesnel (francouzsky Canton de La Haye-Pesnel) byl francouzský kanton v departementu Manche v regionu Dolní Normandie. Tvořilo ho 15 obcí. Zrušen byl po reformě kantonů 2014.

## Obce kantonu
- Beauchamps
- Les Chambres
- Champcervon
- Équilly
- Folligny
- La Haye-Pesnel
- Hocquigny
- La Lucerne-d'Outremer
- Le Luot
- La Mouche
- La Rochelle-Normande
- Sainte-Pience
- Saint-Jean-des-Champs
- Subligny
- Le Tanu